# Salvatore Accardo
Salvatore Accardo (Torino, 26 settembre 1941) è un violinista italiano.
Con un repertorio che spazia dalla musica barocca a quella contemporanea, è considerato uno dei maggiori esponenti della scuola violinistica italiana del Novecento. Compositori quali Salvatore Sciarrino, Franco Donatoni, Luigi Nono, Astor Piazzolla, Walter Piston, Krzysztof Penderecki e Iannis Xenakis gli hanno dedicato alcune loro opere.

## Biografia

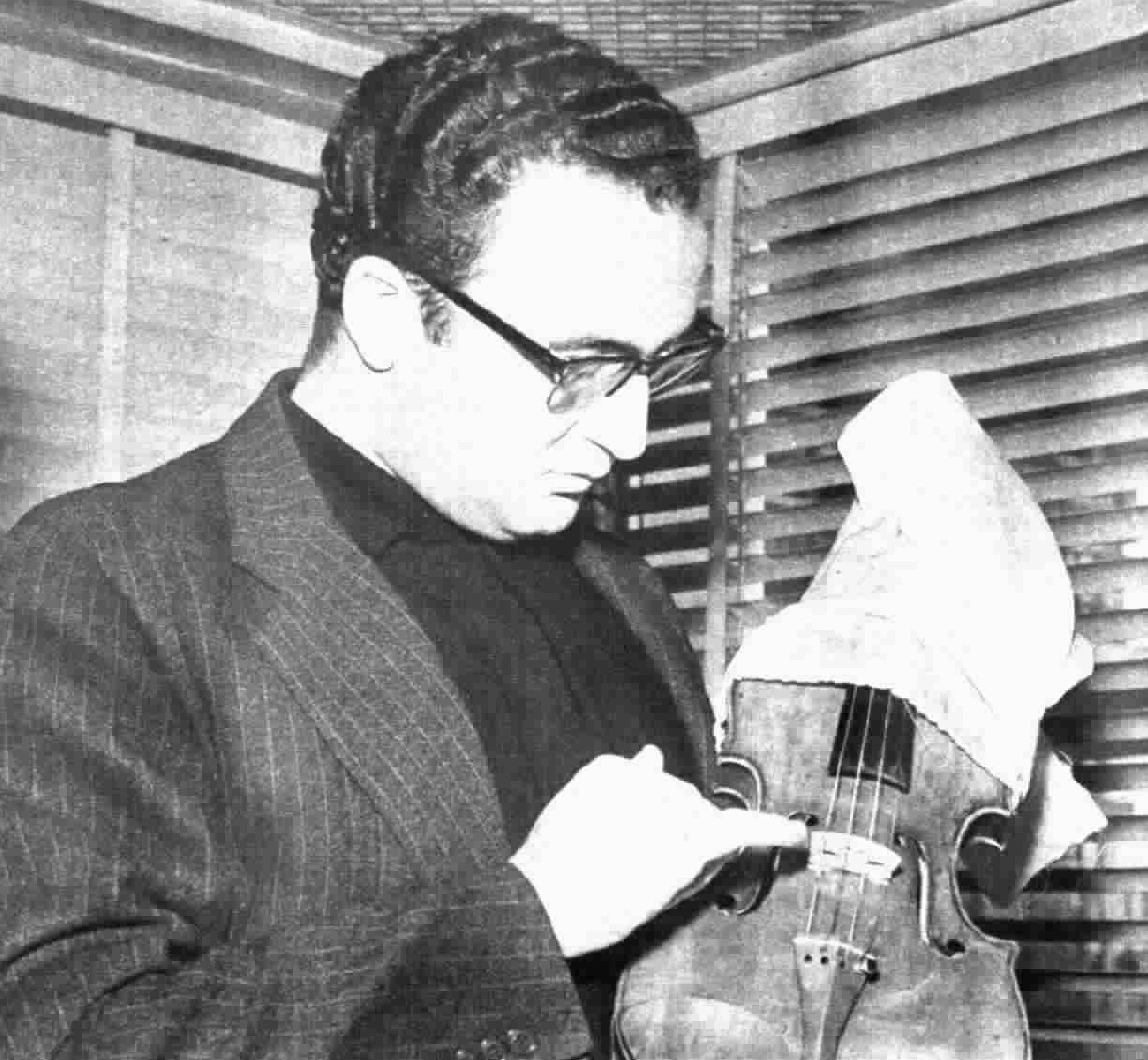
Accardo nel 1972

Nato a Torino, da una famiglia originaria di Torre del Greco, figlio di Vincenzo, incisore di cammei e appassionato di musica classica, cresce a Torre del Greco. All'età di 3 anni, imbracciando per la prima volta un violino, suona a orecchio la canzone Lili Marleen e inizia a esercitarsi tra le mura domestiche con l'apporto e l'incitamento della sorella Anna e del cugino Ermanno Corsi. A otto anni inizia gli studi con il maestro napoletano Luigi D'Ambrosio, sostenendo due anni dopo l'esame di compimento inferiore presso il Conservatorio San Pietro a Majella.
Nel 1954 supera il compimento medio con "dieci e lode". Nello stesso anno si esibisce in pubblico eseguendo l'integrale dei Capricci di Niccolò Paganini, divenendo uno «dei pochi solisti in grado di eseguirli tutti ventiquattro in una sola serata». Nel giugno 1956, appena quindicenne, consegue il diploma in violino. Ascoltato dal conte Guido Chigi Saracini, viene iscritto ad honorem all'Accademia Chigiana di Siena, perfezionandosi sotto la guida di Riccardo Brengola e Yvonne Astruc (allieva di George Enescu). Tornerà poi all'Accademia Musicale Chigiana come docente dal 1973 al 1981 e poi dal 2003 a oggi. Nell'ottobre 1958, all'età di 17 anni, vince a Genova il Premio Paganini, divenendo uno dei più giovani vincitori. Ha collaborato in seguito con le più importanti orchestre del mondo, sempre riscuotendo successo, ed esibendosi a volte come direttore di formazioni cameristiche.

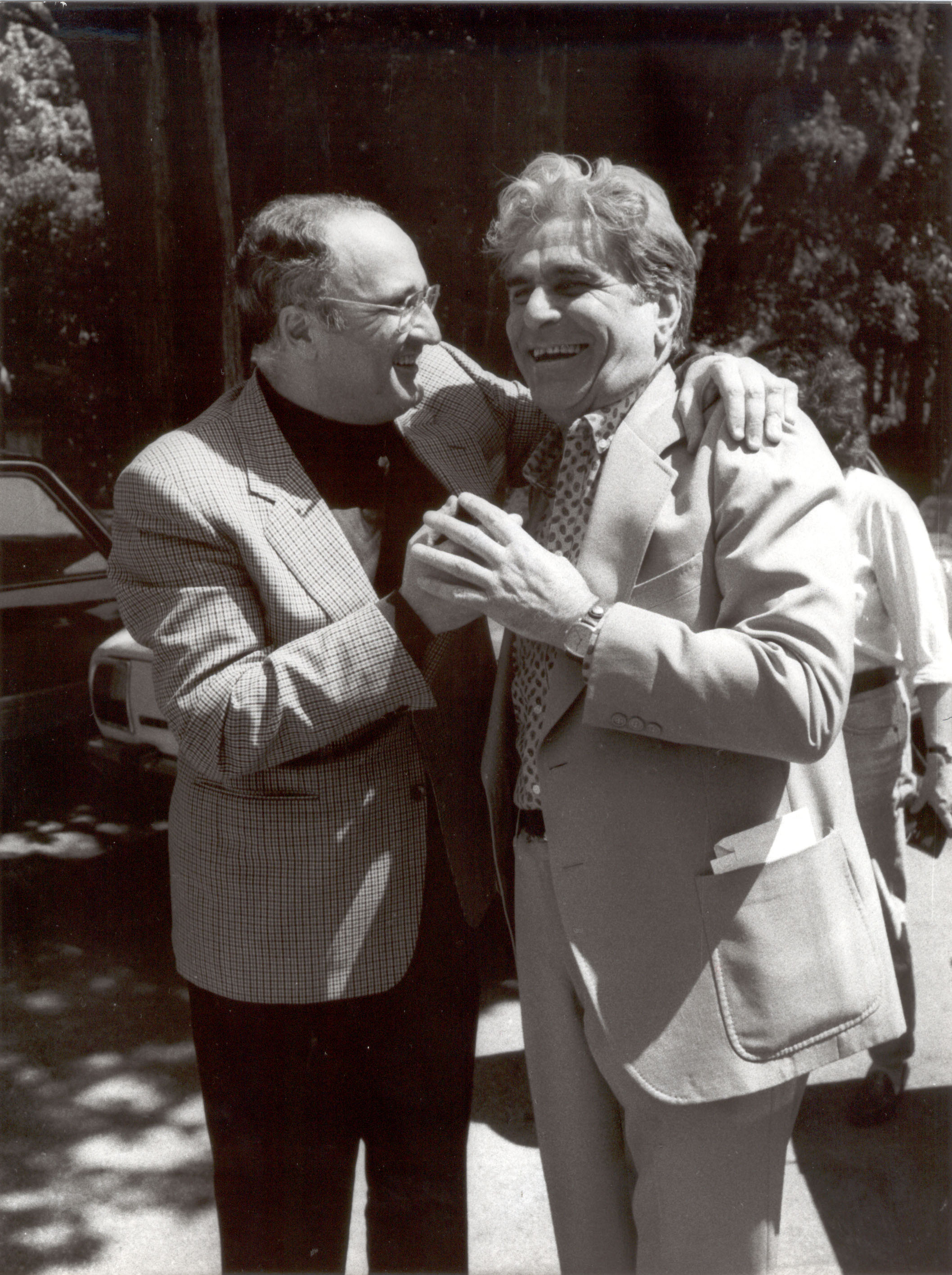
Accardo (a sinistra) e Piero Farulli negli anni 1980

Nel 1971 ha dato vita al Festival "Le settimane Musicali Internazionali" di Napoli in cui il pubblico poteva assistere alle prove. Nel 1979 suona il concerto per violino di Alban Berg nella Sala Verdi del Conservatorio Giuseppe Verdi di Milano per il Teatro alla Scala. Nel 1982 suona assieme a Bruno Giuranna la Sinfonia concertante per violino, viola e orchestra di Mozart, diretto da Claudio Abbado alla Scala. A Genova, la sera del 27 ottobre 1982 bicentenario della nascita di Niccolò Paganini, suona i 24 Capricci di Paganini sul Cannone, il Guarneri appartenuto al celebre virtuoso genovese. In occasione delle celebrazioni del Bicentenario Paganiniano, Accardo suona i 24 Capricci in molte altre città. Nel 1985 suona il Concerto per violino di Berg nel Teatro alla Scala.
La passione per la musica da camera e l'interesse per i giovani lo hanno portato nel 1986 all'istituzione dei corsi di perfezionamento per strumenti ad arco della Fondazione W. Stauffer di Cremona (insieme a Bruno Giuranna, Rocco Filippini e Franco Petracchi) e nel 1992 alla creazione del Quartetto Accardo. Durante la tournée effettuata in Estremo Oriente nel novembre 1996, il Conservatorio di Pechino lo ha nominato Most Honorable Professor. Alla fine del 1996 Accardo ha ridato vita all'Orchestra da Camera Italiana (O.C.I.), formata dai migliori allievi dei corsi di perfezionamento della Accademia Stauffer di Cremona. Dal 2004 insegna di nuovo alla Chigiana di Siena nel corso di violino. Possiede diversi violini, tra cui gli Stradivari Hart ex Francescatti (1727), e l'Uccello di Fuoco ex Saint-Exupéry (1718), oltre a un Guarneri del Gesù (1734).
Nel 1974 ha partecipato alla rubrica pubblicitaria televisiva Carosello pubblicizzando il prosecco Carpené Malvolti.

## Riconoscimenti
- 1955 Vince il Concorso Internazionale di Vercelli
- 1956 Concorso internazionale di Ginevra
- 1957 Vince quello dell'Accademia Chigiana di Siena
- Viene eletto Accademico Corrispondente dall'Accademia delle arti del disegno di Firenze nella Classe di Discipline Umanistiche e Scienze.[7]
- 1958 Trofeo Primavera della RAI
- 1958 Concorso Internazionale "Niccolò Paganini" di Genova.
- 1985 Premio Abbiati dall'Associazione nazionale critici musicali (con la motivazione: “Per l'eccezionale incremento stilistico delle sue interpretazioni”)
- 2001 Premio Una vita per la Musica di Venezia
- 2005 Ottiene la cittadinanza onoraria dal Comune di Torre del Greco
- 2008 Ottiene la cittadinanza onoraria dal Comune di Genova, a cinquant'anni dalla sua vincita al Concorso Paganini
- 2018 Premio Presidente della Repubblica.[8]

## Altre attività
- Nel 1971 fonda e promuove le Settimane Musicali Internazionali a Napoli.
- Nel 1986 è tra i fondatori della Walter Stauffer Academy di Cremona.
- Nel 1992 fonda l'Accardo Quartet.
- Nel 1996 fonda l'Orchestra da Camera Italiana (O.C.I).

## Discografia

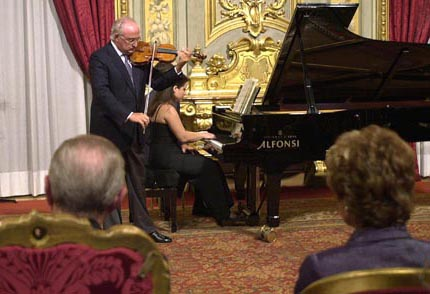
Accardo durante il concerto tenuto in occasione della cerimonia di consegna del "Premio Leonardo" e "Qualità Italia", palazzo del Quirinale, 21 settembre 2000

Ha registrato i 24 Capricci per violino solo op. 1 di Paganini (rimasterizzati poi nel 1999). È stato il primo a registrare tutti i sei Concerti per violino di Paganini. Ha una discografia di circa 50 registrazioni con RCA, Philips, DG, EMI, Sony Classical, Foné, Dynamic, ASV, Collins Classics, Durium, PDU, Warner-Fonit e Nuova Era Records.
- Bach: Concerto for Two Violins in D minor - Violin Concertos in A Minor & E Major - Anne-Sophie Mutter/English Chamber Orchestra/Salvatore Accardo, 1983 EMI
- Bach: Double Concerto - The Violin Concertos - The Chamber Orchestra of Europe/Salvatore Accardo, 1985 Philips
- Beethoven: Concerto for Violin and Orchestra & Romances for Violin and Orchestra - Carlo Maria Giulini/La Scala Philharmonic Orchestra/Orchestra Filarmonica della Scala/Salvatore Accardo, 1994 Sony
- Brahms: Sonate per violino e pianoforte, Scherzo per la «Sonata F.A.E.» - Bruno Canino/Salvatore Accardo, 1998 Foné/Amadeus
- Bruch, Conc. vl. - Accardo/Masur/GOL, 1977/1978 Philips
- Bruch, Romanze - Accardo/Masur/GOL, 1977/1978 Philips
- Dvorak & Sibelius: Violin Concertos - Salvatore Accardo/London Symphony Orchestra/Royal Concertgebouw Orchestra/Sir Colin Davis, 2000 Philips
- Haydn: Violin Concertos, Concerto for Violin & Harpsichord, Sinfonia Concertante - Heinrich Schiff/Bruno Canino/Neil Black/Graham Sheen/English Chamber Orchestra/Salvatore Accardo, 1981 Philips
- Mozart: Concertos for Violin and Orchestra - Prague Chamber Orchestra/Salvatore Accardo, 1991 Nuova Era
- Mozart: The complete Sonatas and Variations for Violin and Piano - Bruno Canino/Salvatore Accardo, 1989 Nuova Era
- Paganini, Capricci n. 1-24 - Accardo, Deutsche Grammophon
- Paganini, Capricci n. 1-24/Conc. vl. - Accardo/Dutoit/LPO, Deutsche Grammophon
- Paganini, Conc. vl. n. 1, 2 - Accardo/Dutoit/LPO, 1975 Deutsche Grammophon
- Paganini, Conc. vl. n. 1-6/Capricci/Son. - Accardo/Dutoit/LPO, Deutsche Grammophon
- Paganini, Diabolus in musica - Accardo, 1975/1977 Deutsche Grammophon
- Paganini: Works for Violin and Orchestra - Chamber Orchestra of Europe/Franco Tamponi/Salvatore Accardo, 1984 EMI/Warner
- Schubert: Musiche per violino e pianoforte - Lodovico Lessona/Salvatore Accardo, 1982 RCA
- Vivaldi, Quattro stagioni - Accardo/Solisti di Napoli, 1987 Philips

## Opere
- Salvatore Accardo, L'Arte del violino, a cura di Maria Delogu, Milano, Rusconi, 1987
- Alberto Conforti, Il violino, presentazione di Salvatore Accardo, Milano, Idealibri, 1987, p. 9
- Salvatore Accardo, L'interpretazione paganiniana: problemi di orchestrazione e di esecuzione, in AA.VV., Premio Paganini, a Genova da tutto il mondo, storia e cronaca di un evento musicale, Genova, Comune di Genova, 2000, pp. 74–75
- Salvatore Accardo, Il miracolo della musica, La mia storia, Milano, Mondadori, 2012.